# ناحیه ۱۶ بوداپست
ناحیه ۱۶ یکی از ۲۳ ناحیهٔ بوداپست پایتخت مجارستان است. این ناحیه ۲۶٫۹۴ کیلومتر مربع مساحت دارد و طبق آمار اول ژانویهٔ سال ۲۰۱۹، جمعیت آن ۷۴٬۴۴۹ نفر است.

## خواهرخوانده
- والترس‌هاوزن، آلمان
- نوی ویندولسکی، کرواسی
- کانیسترو، ایتالیا
- Zapsonj، اوکراین
- ناحیه Podunajské Biskupice براتیسلاوا، اسلواکی
- وله لویی میهی، رومانی
- Mali Iđoš، صربستان
- هانوی، ویتنام
- Mihăileni، رومانی